# Elisabeth von Böhmen

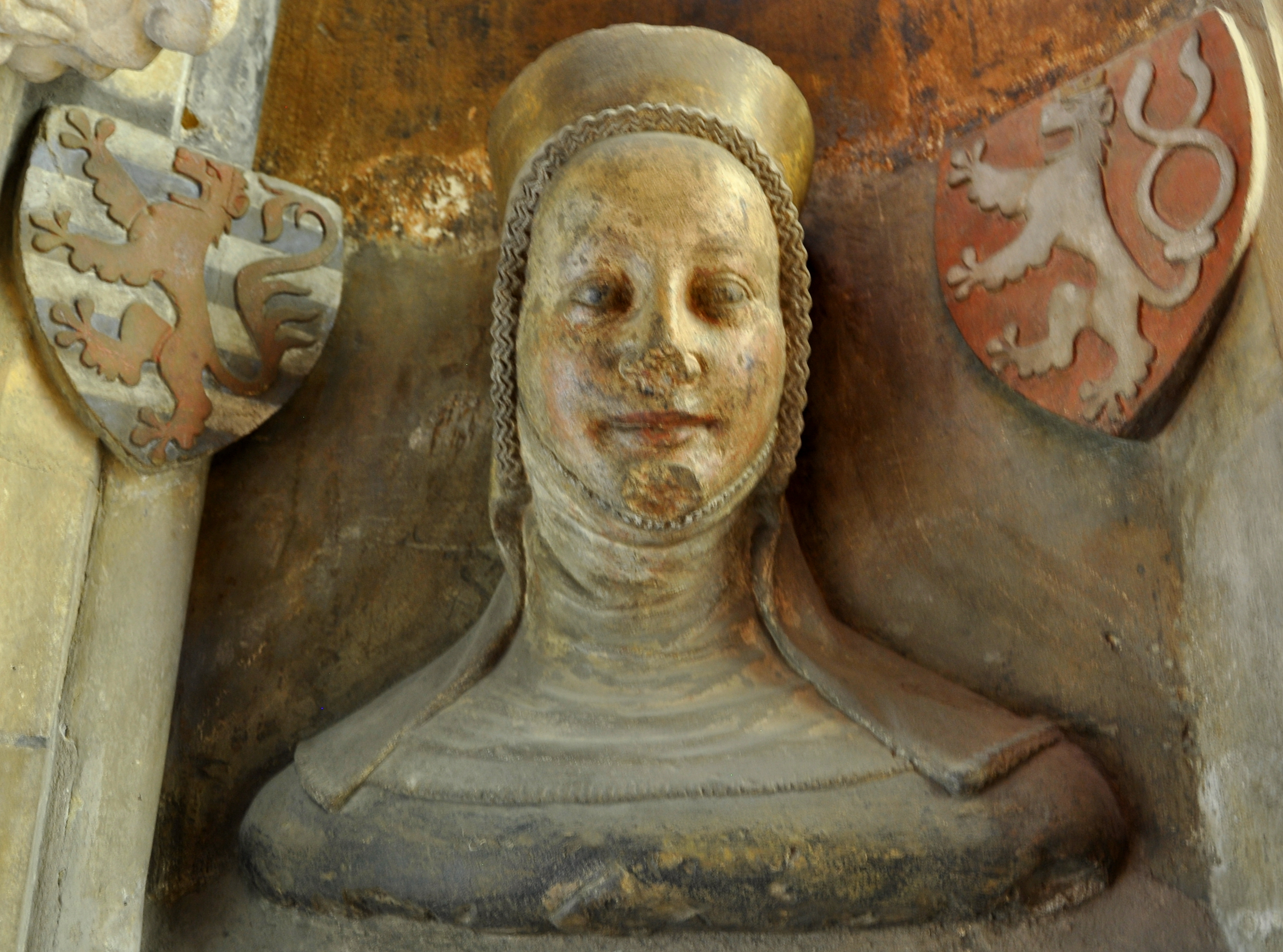
Büste Elisabeths im Prager Veitsdom

Elisabeth von Böhmen (tschechisch Eliška Přemyslovna; * 20. Januar 1292 in Prag; † 28. September 1330 ebenda) aus dem Geschlecht der Přemysliden war als Gattin Johanns von Luxemburg Königin von Böhmen und Mutter Kaiser Karls IV.

## Leben
Prinzessin Elisabeth von Böhmen war die Tochter des böhmischen und polnischen Königs Wenzel II. und Guta von Habsburg. Mit fünf Jahren verlor sie ihre Mutter. Ihre Stiefmutter Elisabeth Richza von Polen, die nur sechs Jahre älter war als sie, akzeptierte sie nie. Nach dem langen und  qualvollen Tod ihres Vaters und der Ermordung ihres Bruders Wenzel III. ging sie einige Zeit zu ihrer Tante, der Äbtissin Kunigunde, in das Kloster des Heiligen Georg auf der Prager Burg. Die schwere Jugend schlug sich auf ihre Psyche nieder. Außerdem besaß sie alle Eigenschaften der letzten Generationen der Přemysliden: Sie hatte außerordentlich starke Ambitionen, übertriebenes Selbstbewusstsein, war launisch und hitzköpfig. Sie war bereit zu akzeptieren, dass ihre ältere Schwester Anna, Ehefrau des Herzogs Heinrich von Kärnten, das väterliche Erbe übernahm. Sie verstand nur nicht seine Flucht vor dem österreichischen Herzog Rudolf, der ihre Stiefmutter heiratete. Nach dem Tod Rudolfs und der Rückkehr Heinrichs erkannte sie seine Schwächen und nahm das Angebot eines Teils des böhmischen Adels und des Klerus an, sie mit einem anderen vermeintlichen Herrscher zu vermählen.

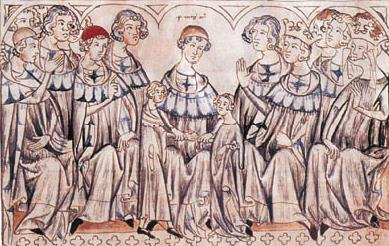
Hochzeit Johanns von Luxemburg mit Eliška Přemyslovna in Speyer 1310

1309 flüchtete sie vom königlichen Hof und der von ihrem Schwager geplanten Hochzeit mit Otto von Bergow. Ab diesem Zeitpunkt war sie Kopf der Gegner der Krone, die nun für sie einen Mann im Ausland suchten. 1310 nahm sie an der Länderversammlung teil, an der über die Luxemburger Kandidatur entschieden werden sollte. Nach einigem Überlegen stimmte die Achtzehnjährige dem Angebot mehrerer böhmischer Vertreter zu, ihre Hand und das väterliche Erbe dem vier Jahre jüngeren Sohn des römisch-deutschen Königs Heinrich aus dem Geschlecht der Luxemburger anzubieten. Mitte August begab sie sich auf den Weg nach Speyer, wo sie am 1. September 1310 mit dem gerade vierzehnjährigen Johann von Luxemburg vermählt wurde. Mit ihrem Mann kehrte sie im Dezember des gleichen Jahres nach Prag zurück und verjagte ihre Schwester und deren Mann ins lebenslange Exil.
Am 7. Februar 1311 wurden sie gekrönt und auf dem böhmischen Thron trat eine neue Dynastie die Macht an. Elisabeth hatte noch das Bild der Herrschaft ihres Vaters vor Augen, das sie selbst zu verfolgen versuchte. Harter Umgang mit der Opposition gehörte genauso dazu, wie auch die Aufgabe, die dabei ihrer Mutter Guta von Habsburg zufiel. Allerdings hatte der Adel in der Mitte der zweiten Hälfte des 14. Jh. schon andere Mittel, die Herrscher zu Kompromissen zu zwingen. Die gegensätzlichen Ansichten über die Ausübung der Macht führten schließlich nicht nur zur Ehekrise, sondern auch zum Bürgerkrieg im Land.
Auf den Druck Elisabeths hin, ließ ihr Mann Johann den Wortführer des inzwischen selbstbewussten böhmischen Adels Heinrich von Lipá (tschechisch Jindřich z Lipé) inhaftieren, was zum Krieg führte, der ihn fast den Thron kostete. Erst durch den Frieden von Domažlice 1318 kam das Land zur Ruhe und Johann erkannte die Stellung des Adels an. Damit war jedoch Elisabeth nicht einverstanden und stellte sich gegen ihren Mann. Dieser bestrafte sie, indem er ihren ältesten Sohn Wenzel (den späteren Kaiser Karl IV.) zur Erziehung an den französischen Hof bringen ließ; dies entsprach aber auch ganz der luxemburgischen Tradition.

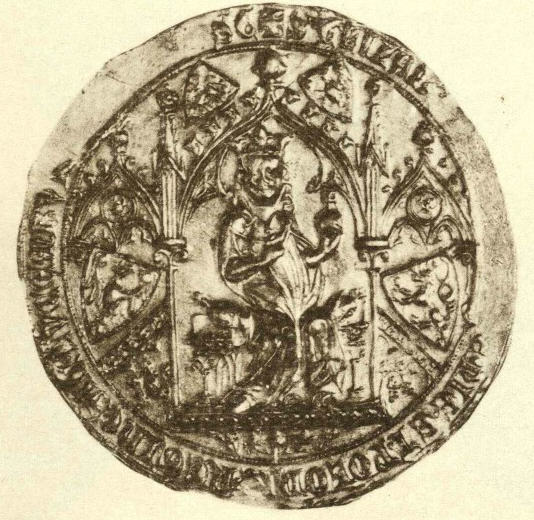
Siegel Elisabeths

Die Beziehung zwischen Elisabeth und Johann war schwierig, Charaktere und Ziele unterschieden sich. 1323 gebar Elisabeth Zwillinge, die letzten ihrer sieben Kinder; diese beiden kamen jedoch im bayrischen Exil zur Welt, wohin die Königin hatte flüchten müssen. Erst im Frühjahr 1325 durfte sie nach Böhmen zurückkehren und zwei Jahre später beteiligte sie sich an der letzten politischen Aktion – der Lehenehrerbietung der schlesischen Herzöge gegenüber dem böhmischen König. Aber da lebte sie bereits in völliger Einsamkeit, getrennt von Mann, der in Europa seine Aufgaben wahrnahm, und auch von den Kindern, die an verschiedensten Königs- und Herzoghäusern lebten. Zur Einsamkeit kam die sich immer mehr verschlechternde finanzielle Situation hinzu, die es ihr weder erlaubte, einen Hof zu halten, noch – wie damals üblich – Klöster zu gründen. Umso mehr versuchte sie, das Andenken an die Přemysliden zu verewigen. Ihr Wunsch, ihre Urtante Agnes von Böhmen heiligsprechen zu lassen, wurde jedoch erst 1989 realisiert.
Elisabeth Přemyslovna starb achtunddreißigjährig auf Vyšehrad und wurde im Kloster Zbraslav neben ihrem Vater bestattet.

## Nachkommen
Elisabeth von Böhmen heiratete 1310 in Speyer Johann von Luxemburg (1296–1346) und bekam mit ihm diese Kinder:
- Margarete (* 8. Juli 1313; † 11. Juli 1341) ⚭ 1328 Heinrich XIV., Herzog von Niederbayern (1305–1339)
- Jutta (* 20. Mai 1315; † 11. September 1349) ⚭ 1332 Johann II. (1319–1364), Herzog der Normandie, ab 1350 König von Frankreich
- Karl IV. (* 14. Mai 1316; † 29. November 1378), römisch-deutscher Kaiser
- Ottokar (* 22. November 1318; † 20. April 1320)
- Johann Heinrich (* 12. Februar 1322; † 12. November 1375), Markgraf von Mähren, ⚭ Margarete, Gräfin von Tirol
- Anna (* 27. März 1323; † 3. September 1338) ⚭ 1335 Otto der Fröhliche, Herzog von Österreich
- Elisabeth (* 27. März 1323; † 1324) – Zwilling von Anna